# Kappa del Bover
Kappa del Bover (κ Bootis) és una estrella doble a la constel·lació del Bover. Porta el nom tradicional Asellus Tertius (del llatí "tercer cadell de l'ase"), i la designació de Flamsteed 17 Bootis. Les components són separades per una distància angular de 13,5 segons d'arc, visible amb un petit telescopi. Kappa del Bover és a aproximadament 155 anys-llum de la Terra.
Aquesta estrella, també coneguda com a Asellus Tertius, amb els altres Aselli (θ Boo, ι Boo) i λ Boo, eren Aulād al Dhiʼbah (أولاد الضّباع - aulād al dhiʼba), "Els petits de les Hienes".
En xinès, 梗河 (Tiān Qiāng), significant Llança, fet referència a un asterisme constituït de κ (en realitat κ²) Bootis, ι Bootis i θ Bootis. Per consegüent, κ Bootis és dita 天槍一 (Tiān Qiāng yī, la primera estrella de la Llança).
K¹ del Bover és una estrella binària espectroscòpica.
K² del Bover és classificada com estrella variable del tipus Delta Scuti amb un període de 1,08 hores. La seva lluminositat varia entre les magnitudes +4,50 i +4,58